# Orfelia paraensis
Orfelia paraensis är en tvåvingeart som beskrevs av Lane 1958. Orfelia paraensis ingår i släktet Orfelia och familjen platthornsmyggor. Inga underarter finns listade i Catalogue of Life.